# Saltängsgatan

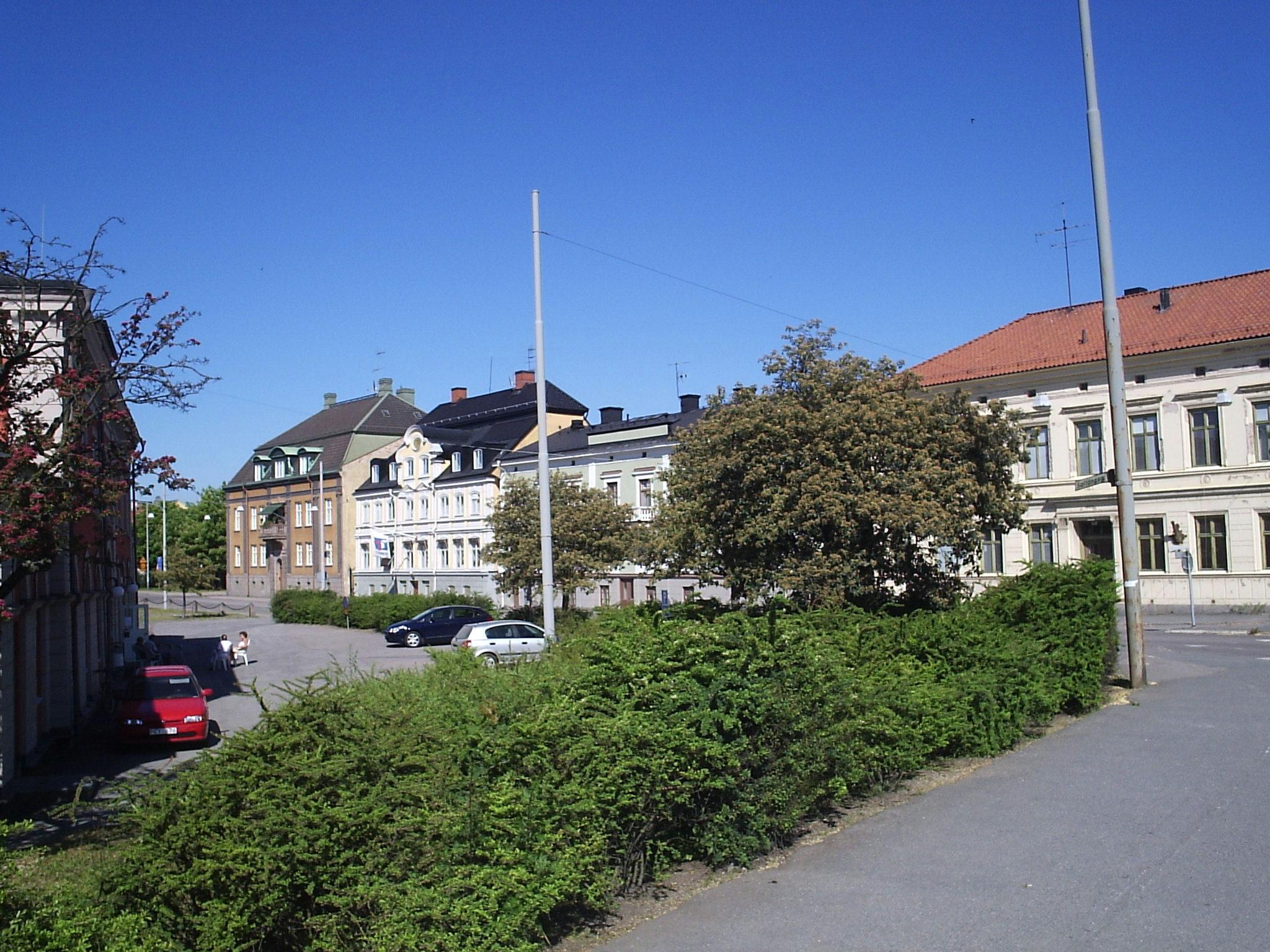
Saltängsgatan vid Gamla tullhuset och Kanontorget, 2006

Saltängsgatan är en av huvudgatorna i stadsdelen Saltängen i Norrköping. Den löper i sin västra del omedelbart vid Motala ström på den norra stranden och fortsätter i ostnordostlig riktning fram till älven efter det att Motala ström gjort en 90-graders böj norrut före dess utlopp i Bråviken.
Saltängsgatan fick sitt nuvarande namn 1958. Dessförinnan hette den Norra Strömsgatan från 1769, och benämndes också Saltängsallén. Namnet Saltängen förekom första gången 1538 och anknyter till områdets karaktär av vattensjuka strandängar.
Saltängen, då Nya staden, lades ut i en stadsplan redan i början av 1600-talet, norr om Motala ström och delen av staden från medeltiden, Gamla staden. Louis De Geer byggde från 1627 ett palats där vid Saltängsgatan, på platsen där numera Stenhuset ligger. Det var på sin tid det finaste huset i Nya staden, med 50 gemak i en byggnad med två flyglar, vilken sträckte sig 80 meter längs gatan. I fastigheten fanns ett stall för femtio hästar och vagnshus. Byggnaden brann ned 1711.

## Byggnader vid Saltängsgatan i urval
- Riksbankens hus, Saltängsgatan 1
- W6-huset, Saltängsgatan 3
- Renströmmen 1, Saltängsgatan 9
- Stenhuset
- Sockerbruket Planeten
- Caspar Rodes palats, 25, Saltängssgatan 19
- Gamla tullhuset

## Bildgalleri

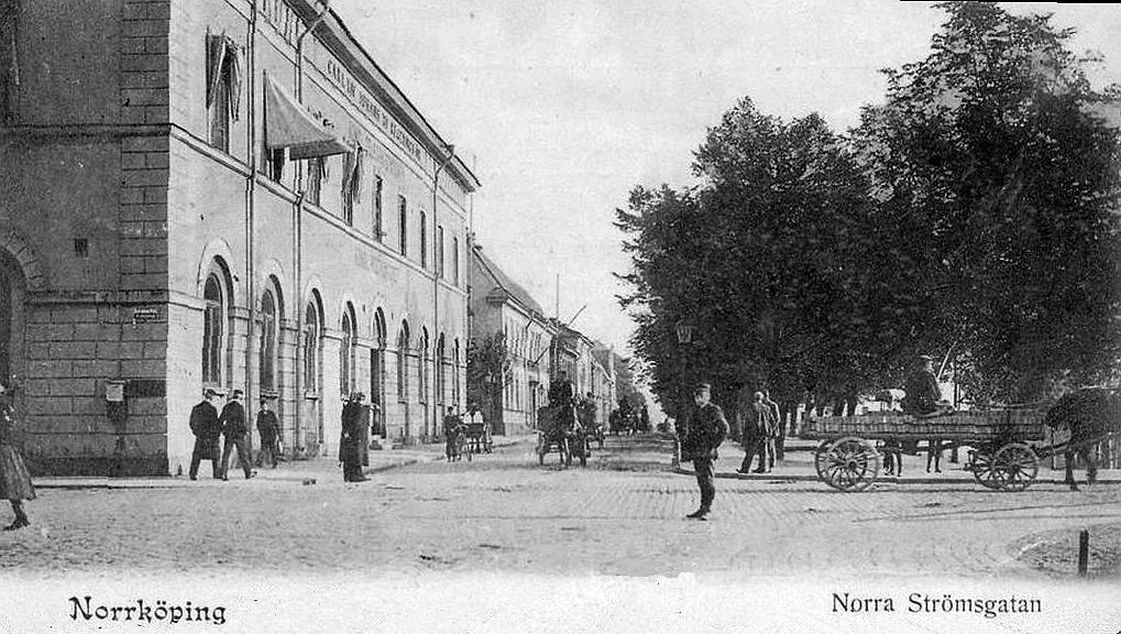
Norra Strömsgatans västra ände vid Drottninggatan, före 1904
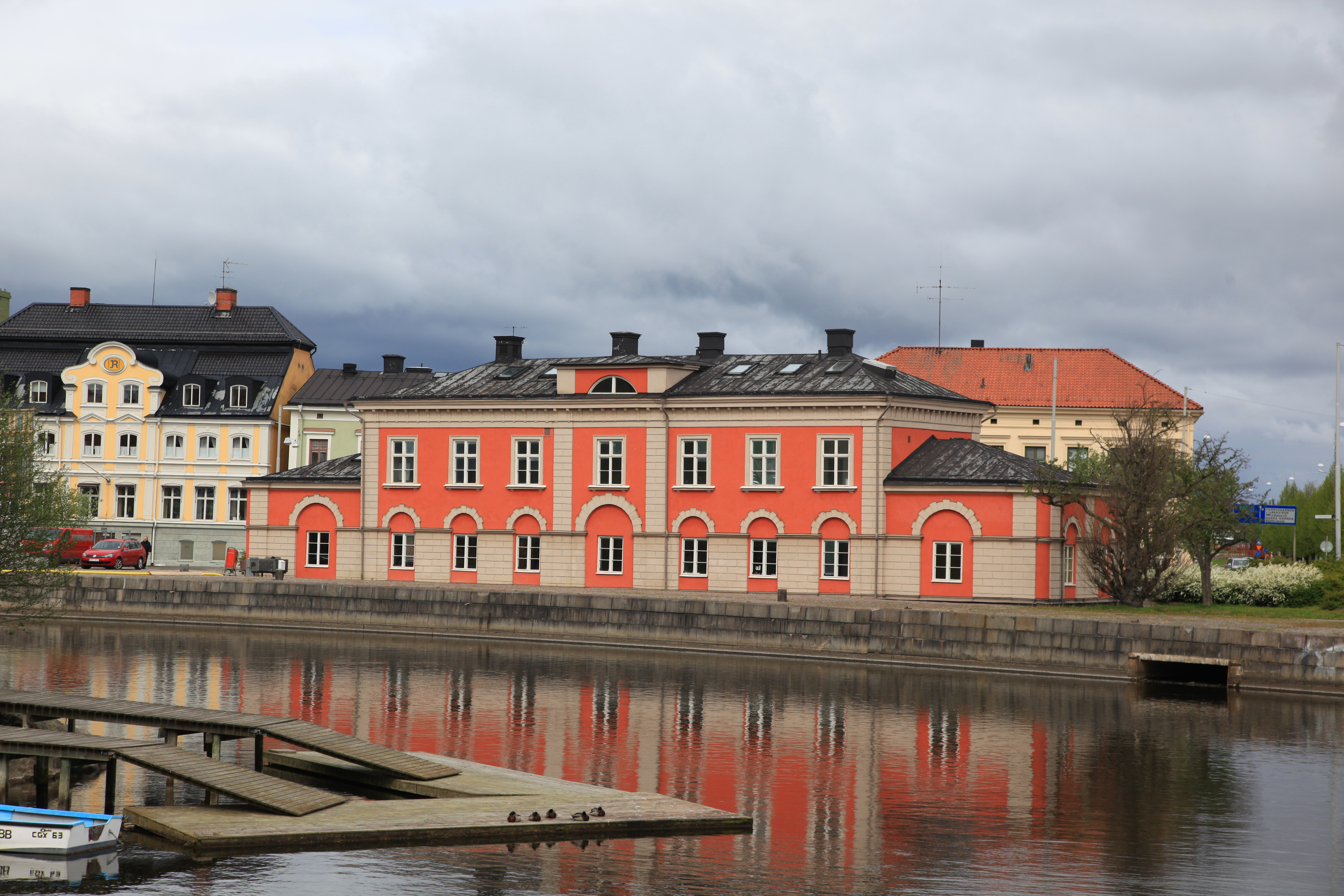
Gamla tullhuset
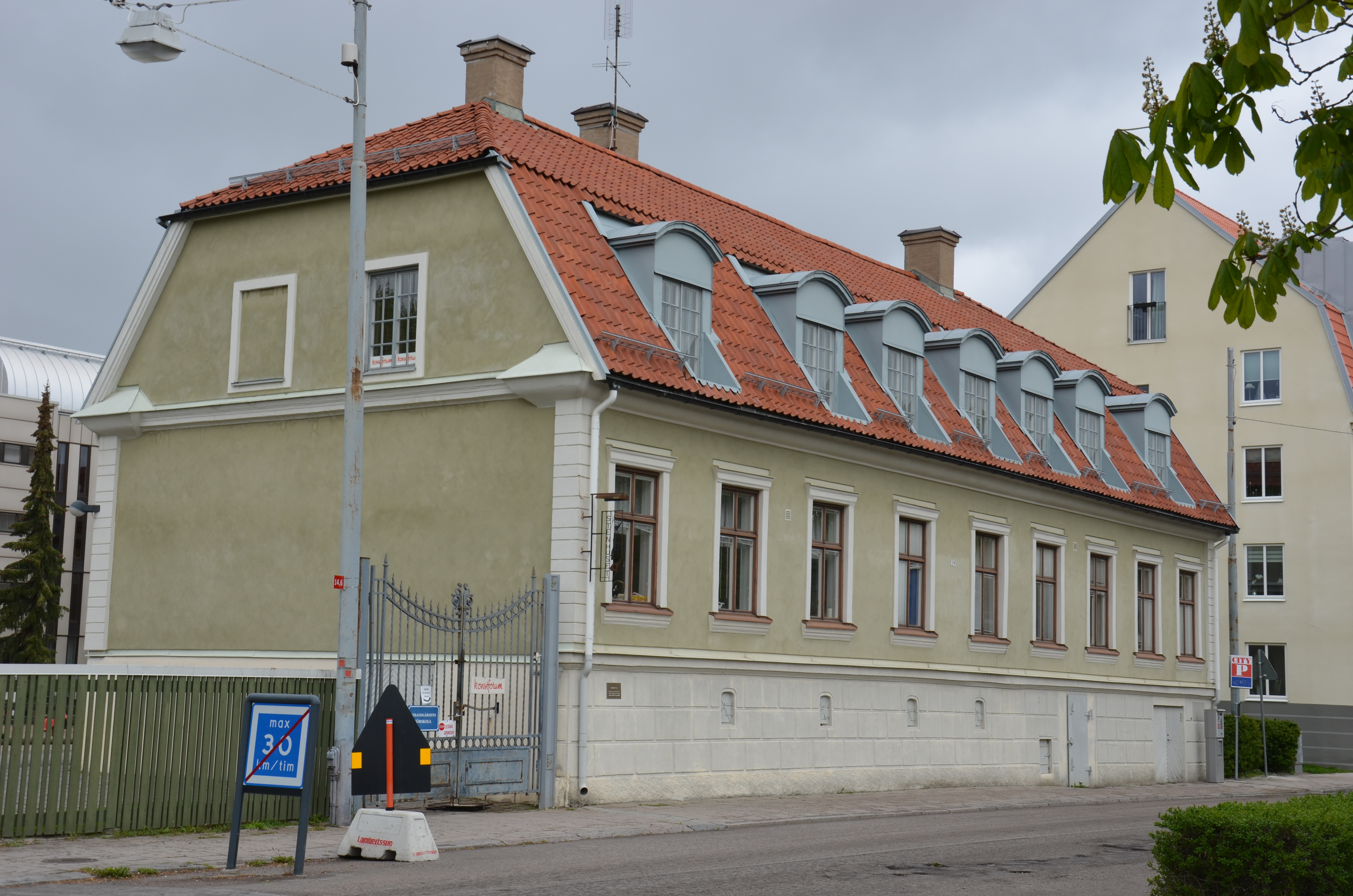
Stenhuset
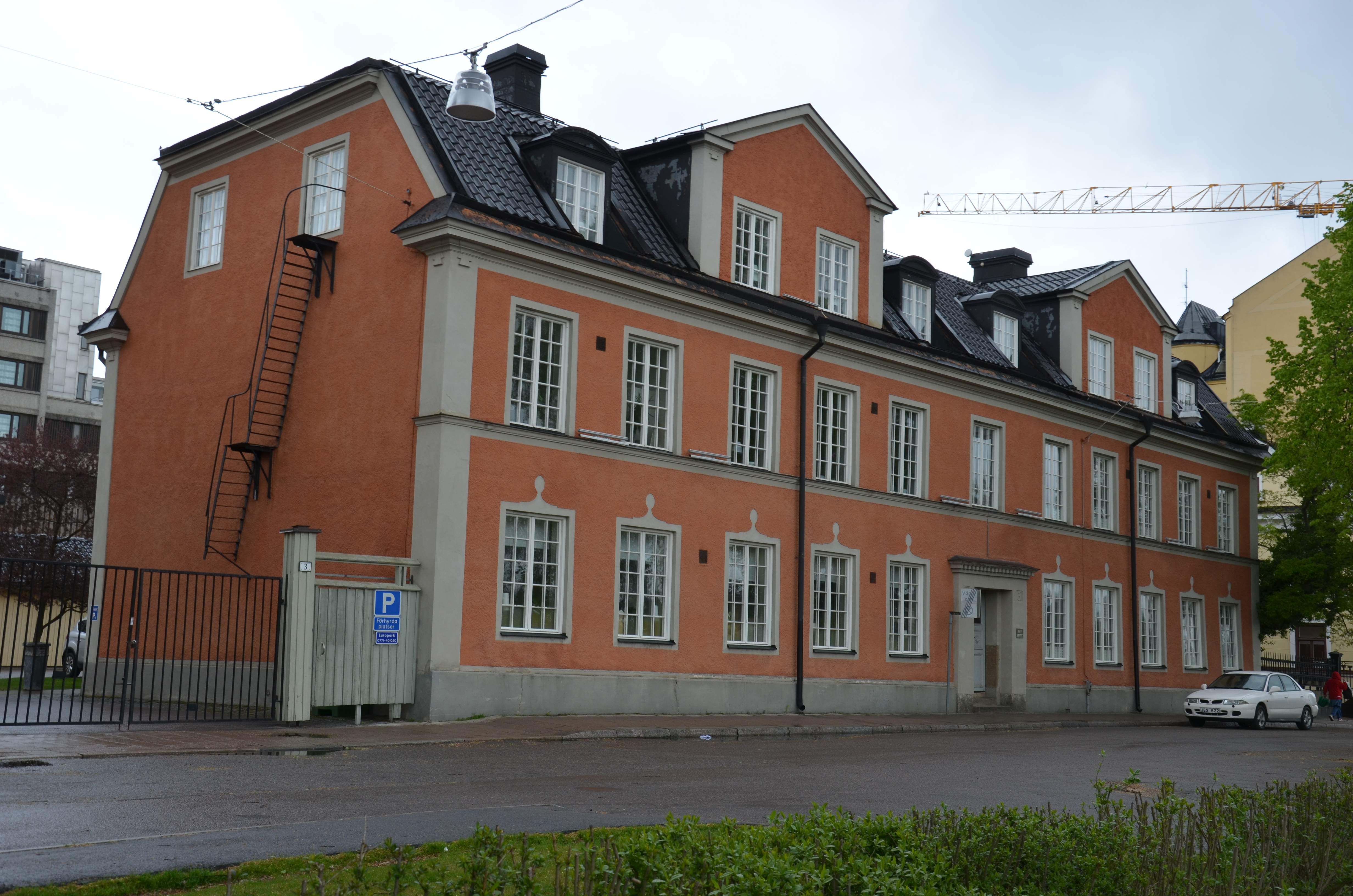
W6-huset